# Народна гра гуси
Народна гра — це гра має більш-менш стійкі правила, що пов'язані з побутом та діяльністю людей.
Мета: удосконалювати навички хотьби та бігу по прямій;розвивати увагу,
память.

## Хід гри
На одному кінці майданчика накреслена межа -це "хата господині"або "птахарня".На протилежному боці за межею-«пасовисько», "діти-«гуси», вихователь-«господиня»."Господиня жене гусей" на «пасовисько», приказуючи: «Гиля, гиля, гуси в поле»(за межу). Потім вона вертаеться до "хати"або «пташарні». Через деякий час «господиня кличе гусей»: «Гуси, гуси, гусенята!»
Почувши голос «господині», «гуси» відповідають: «Га-га-га!»
ГОСПОДИНЯ. Їсти хочете?
ГУСИ. Так- так!
ГОСПОДИНЯ.Тоді летіть до хати.
«Гуси, розправивши крила»(піднімаються руки в сторони), повертаються до умовного місця-«хата». Гра повторюється.

## Рекомендації до гри
Дітям бігти до «господині» можна лише після слів: «Тоді летіть до хати». Необхідно бігти на певній відстані одне від одного. Спочатку, поки діти зорінтуються в грі, можна до «хати», не піднімаючи рук в сторони.